# União Cristã e Democrata - Partido Popular Checoslovaco
A União Cristã e Democrata – Partido Popular Checoslovaco (em tcheco/checo: Křesťanská a demokratická unie – Československá strana lidová), mais conhecida pelo acrónimo KDU-ČSL, é um partido político checo de ideologia democrata-cristã fundado oficialmente em 3 de janeiro de 1919, ainda durante a existência da antiga Checoslováquia. Esteve na ilegalidade durante a vigência da República Socialista da Tchecoslováquia entre 1945 e 1989, ressurgindo após a queda do regime comunista no país.
Desde a dissolução da Checoslováquia e consequente formação da Chéquia e da Eslováquia como países independentes, o partido tem desempenhado um papel político relevante ao atuar como parceiro minoritário de coalizões governistas, tendo já dado sustentação política tanto para os governos mais à direita liderados pelo Partido Democrático Cívico (ODS) quanto para os governos mais à esquerda liderados pelo Partido Social-Democrata Tcheco (ČSSD). 

## Resultados eleitorais

### Eleições legislativas
| Data | CI. | Votos     | %                             | +/-                           | Deputados | +/-  | Status            |
| ---- | --- | --------- | ----------------------------- | ----------------------------- | --------- | ---- | ----------------- |
| 1992 | 5.º | 406 341   | 6,28 / 100                    | Novo                          | 15 / 200  | Novo | Governo           |
| 1996 | 4.º | 489 349   | 8,08 / 100                    | 1,8                           | 18 / 200  | 3    | Governo           |
| 1998 | 4.º | 537 013   | 8,99 / 100                    | 0,91                          | 20 / 200  | 2    | Oposição          |
| 2002 | 4.º | 680 670   | 14,28 / 100                   | 5,29                          | 31 / 200  | 11   | Governo           |
| 2006 | 4.º | 386 706   | 7,23 / 100                    | 7,05                          | 13 / 200  | 18   | Governo           |
| 2010 | 6.º | 229 717   | 4,39 / 100                    | 2,84                          | 0 / 200   | 13   | Extra-parlamentar |
| 2013 | 7.º | 336 970   | 6,78 / 100                    | 2,39                          | 14 / 200  | 14   | Governo           |
| 2017 | 7.º | 293 643   | 5,80 / 100                    | 0,98                          | 10 / 200  | 4    | Oposição          |
| 2021 | 2.º | 1 493 905 | Como membro da coalizão SPOLU | Como membro da coalizão SPOLU | 23 / 200  | 13   | Governo           |

### Eleições europeias
| Data | CI. | Votos   | %          | +/-  | Deputados | +/-  |
| ---- | --- | ------- | ---------- | ---- | --------- | ---- |
| 2004 | 4.º | 223 383 | 9,57 / 100 | Novo | 2 / 24    | Novo |
| 2009 | 4.º | 180 451 | 7,64 / 100 | 1,93 | 2 / 22    | 0    |
| 2014 | 5.º | 150 792 | 9,95 / 100 | 2,31 | 3 / 21    | 1    |
| 2019 | 6.º | 171 723 | 7,24 / 100 | 2,71 | 2 / 21    | 1    |